# Macieira da Maia
Macieira da Maia es una freguesia portuguesa del municipio de Vila do Conde, con 5,26 km² de superficie y 1898 habitantes (2001). Su densidad de población es de 360,8 hab/km².